# Medic
Un medic este o persoană activă în medicină, cum ar fi un doctor,  student la medicină, paramedic  sau personal medical de urgență .  Printre medicii din Marea Britanie, termenul „medic” indică pe cineva care a urmat o carieră „medicală” în formarea profesională postuniversitară acreditată de Colegiul Medicilor, cum ar fi cardiologie sau endocrinologie, spre deosebire de o ramură de specializare chirurgicală acreditată de Colegiul Chirurgilor .

Steaua vieții

## Tipuri
Rolurile cu titlul „Medic” includ:      
- Medic de urgență, un medic (M.D. sau D.O.) care are pregătire postuniversitară de specialitate în diagnosticarea și tratamentul în regim de urgență
- Tehnician medical de luptă, un soldat cu o pregătire militară de specialitate în cadrul Royal Army Medical Corps al armatei britanice
- Medic de luptă [10] (în diferite limbi)
- Adjutant de trupă, un marinar care este antrenat pentru acordarea primului ajutor membrilor Forțelor Armate ale SUA, îngrijește victimele pe câmpul de luptă (Acest nume este folosit doar de Marină și Corpul Marin pentru Adjutanții Spitalului care servesc fie în Marină sau țagle marine; alte ramuri folosesc termenul „medic”. )
- 4N0X1, un tehnician medical de urgență al Forțelor Aeriene
- 68W, Specialitatea ocupațională militară pentru specialistul în sănătate al Armatei Statelor Unite (medic de luptă)
- 1Z1X1, parasalvatorii forțelor aeriene ale Statelor Unite